# Platygaster mainensis
Platygaster mainensis är en stekelart som beskrevs av Macgown och Wilfred Hudson Osgood 1971. Platygaster mainensis ingår i släktet Platygaster och familjen gallmyggesteklar. Inga underarter finns listade i Catalogue of Life.